# Alchemilla woodii
Alchemilla woodii é uma espécie de rosácea do gênero Alchemilla, pertencente à família Rosaceae.